# Стефан Ашковски
Стефан Ашковски (Скопље, 24. фебруар 1992) је македонски фудбалер.

## Клупска каријера
Фудбалом је почео да се бави у родном Скопљу, где је био члан Металурга и Вардара. Касније прелази у млађе категорије београдског Партизана. Деби у сениорском фудбалу је имао у Партизановој филијали, Телеоптику. За овај клуб је стандардно наступао две сезоне у Првој лиги Србије, а лета 2012. године је прикључен првом тиму Партизана.
Први професионални уговор са Партизаном је потписао 27. јуна 2012, заједно са саиграчима из Телеоптика, Александром Митровићем и Филипом Марковићем. Забележио је три наступа за Партизан током сезоне 2012/13, сва три док је тренер био Владимир Вермезовић. На свом дебитантском наступу, 26. септембра 2012, против новосадског Пролетера, у шеснаестини финала Купа Србије, Ашковски је постигао и гол. И у наредној рунди Купа, 31. октобра 2012, Ашковски је био стрелац када је Партизан елиминисан од чачанског Борца. Свој трећи, и уједно последњи наступ у дресу Партизана, Ашковски је забележио 11. новембра 2012, када је ушао на терен у 73. минуту утакмице са крагујевачким Радничким, у 12. колу Суперлиге Србије.
Лета 2013. године је прослеђен на позајмицу у тадашњег суперлигаша Доњи Срем. У екипи Доњег Срема је провео први део такмичарске 2013/14. Одиграо је 14 првенствених утакмица на којима је постигао два гола, од којих један којим је донео реми Пећинчанима на гостовању Црвеној звезди. За пролећни део ове сезоне је позајмљен другом суперлигашу, Напретку из Крушевца.
У јулу 2014. одлази на позајмицу у норвешког прволигаша Стремсгодсет. После пет месеци проведених у Норвешкој, Ашковски се вратио у Партизан. Како је првенство Норвешке окончано, Ашковски се вратио у Београд и до краја јесењег дела сезоне у Србији је тренирао са првотимцима Партизана, али није могао да  игра званичне утакмице, с обзиром да је ове сезоне већ био регистрован за други клуб. Иначе, Ашковски није ни дебитовао за Стремсгодсет, пошто на 12 од 14 утакмица није ни био у протоколу, а преостале две провео је на клупи за резерве.
У јануару 2015. одлази на нову позајмицу, овога пута у родну Македонију, где је задужио опрему Шкендије из Тетова. Након полусезоне у Шкендији, Ашковски се вратио у Партизан, али је јула 2015. прослеђен на нову позајмицу, овога пута у Нови Пазар. У 3. колу такмичарске 2015/16. у Суперлиги Србије, Нови Пазар је на свом стадиону савладао Партизан резултатом 3 : 2. Управо је Ашковски био најзаслужнији за тријумф Пазараца, јер је постигао два гола а поред тога над њим су направљена и два једанаестерца, од којих један није искоришћен.
У јануару 2016. је раскинуо уговор са Партизаном, након чега је прешао у турског друголигаша Кајсери Ерцијеспор. Након полусезоне у Турској, потписује за холандског друголигаша Фортуну Ситард. У фебруару 2017. одлази на шестомесечну позајмицу у пољски Горњик, а затим се вратио и целу сезону 2017/18. одиграо за Фортуну. Сезону 2018/19. је провео у Локомотиви из Софије, а лета 2019. је постао играч румунског Ботошанија. Две сезоне је играо за Ботошани након чега је прешао у Сепси.

## Репрезентација
Први позив за сениорску репрезентацију Македоније је добио у августу 2015, од тадашњег селектора Љубинка Друловића. Дебитовао је за сениорски тим 5. септембра 2015, на утакмици квалификација за Европско првенство 2016, против Луксембурга у гостима. Три дана касније је играо и на утакмици са Шпанијом, а потом је наступио и 9. октобра 2015, против Украјине.

## Трофеји

### Партизан
- Суперлига Србије (1): 2012/13.